# Annie Adams Fields

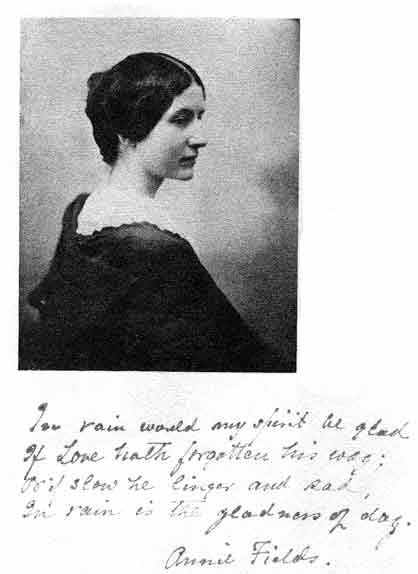
Annie Adams Fields, um 1880

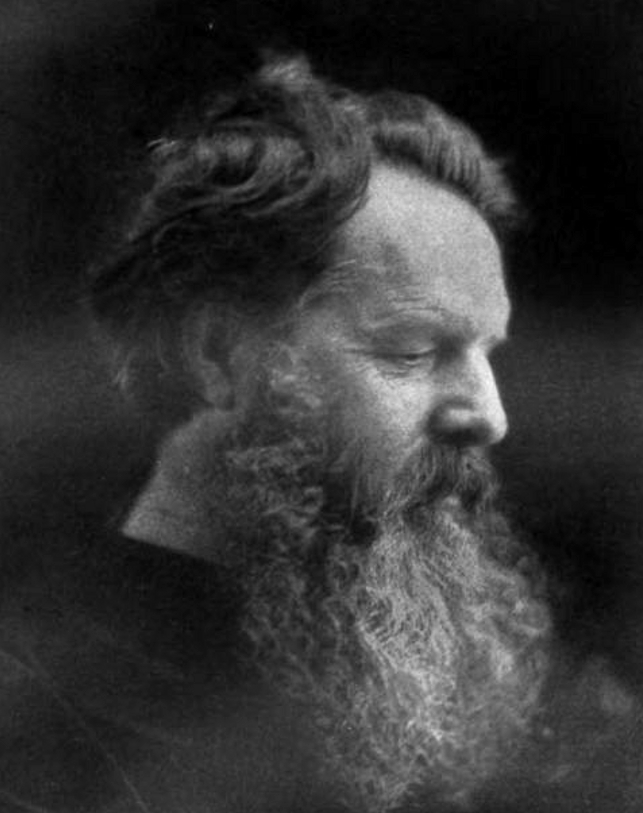
James Thomas Fields, fotografiert von Julia Margaret Cameron, um 1869

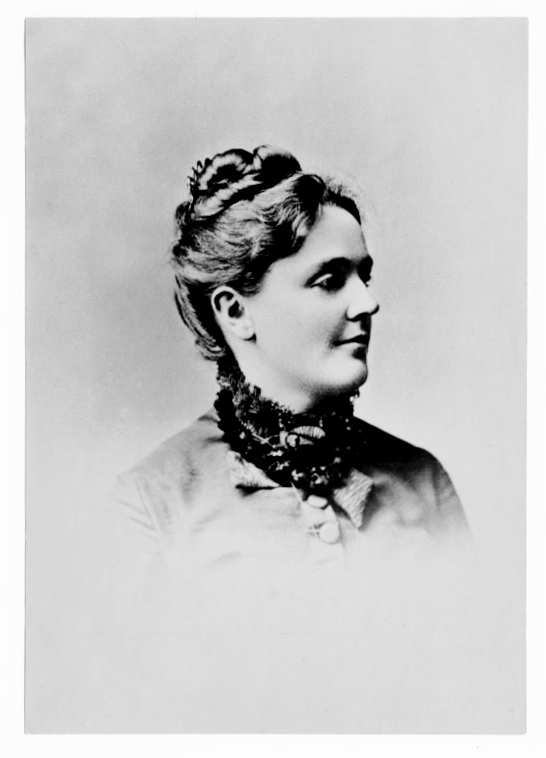
Sarah Orne Jewett, um 1880

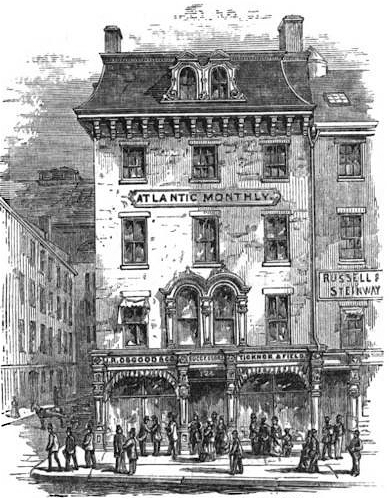
Verlagshaus des The Atlantic Monthly, Tremont Street, Boston, 1873

Annie Adams Fields (* 6. Juni 1834 in Boston, Massachusetts; † 5. Januar 1915) war eine US-amerikanische Schriftstellerin, die über ihr eigenes schriftstellerisches Wirken hinaus mehr als Gastgeberin eines maßgeblichen Bostoner literarischen Salons die Karrieren junger Schriftsteller förderte und zudem deren Biografien oder Nachlass herausgab.

## Leben
Annie Adams Fields wurde am 6. Juni 1834 als Tochter und sechstes von sieben Kindern des Arztes Zabdiel Boylston Adams und seiner Ehefrau Sarah May Holland Adams geboren. Beide Elternteile vermochten ihren Stammbaum bis hin zu den Pilgervätern zurückzuführen. In einem distinguierten und gutsituierten Elternhaus aufwachsend erlebte Annie Adams eine wohlbehütete Kindheit, bei der sie zunächst von Privatlehrern zuhause unterrichtet wurde. Erst später erhielt sie Unterricht an der damals bekannten Privatschule George B. Emersons.
Annie Fields heiratete 1854 mit 20 Jahren den 17 Jahre älteren Herausgeber und Autor James Thomas Fields, den sie seit ihrer Kindheit kannte. Sie war die Cousine seiner ersten Frau, Eliza Willard, die 1851 nach nur einjähriger Ehe an Tuberkulose verstorben war. Trotz des großen Altersunterschieds führten beide für damalige Verhältnisse eine glückliche Partnerschaft, bei der er nicht müde wurde, seiner Frau kleine Aufmerksamkeiten zukommen zu lassen. Zusammen mit ihm ermutigte und förderte sie junge, unbekannte Schriftstellerinnen wie z. B. Sarah Orne Jewett, Mary Eleanor Wilkins Freeman und Emma Lazarus. Außerdem war sie vertraut und eng befreundet mit wichtigen Figuren der damaligen literarischen Szene, wie Ralph Waldo Emerson und Harriet Beecher Stowe, deren Biographie sie schrieb. Dank ihres gemeinsam gepflegten Netzwerks bewirkte das Ehepaar Fields allein in den 1860er Jahren, dass 31 Publikationen in The Atlantic monthly von Frauen veröffentlicht wurden.
Nachdem James Fields 1881 gestorben war, führte sie dank eines Jahreseinkommens von 124.000 US-Dollar seine Arbeit unbehindert weiter, indem sie zum Zentrum des Bostoner literarischen Lebens wurde. Sie führte als Autorin kleinerer Werke den wichtigsten literarischen Salon Bostons in ihrem Malstudio am Ufer der 148. Charles Street. Die Räume waren gefüllt mit seltenen Büchern, Erstausgaben, Marmorbüsten und Ölgemälden – ein nahezu perfekter Hintergrund für die größtmögliche Annäherung an einen literarischen Salon, den Nordamerika je kennenlernen sollte. Auch wenn sie in ihrem späteren Leben etwas bestimmend wurde, hatte sie wie ihr verstorbener Gatte Verantwortungsgefühl, einen guten Humor und warme Sympathie, was ihren literarischen Zirkel zusammenhielt. Ihre eigenen Werke sind durch mitfühlendes Verständnis für ihre Freunde, die fast alle zu den führenden Literaten ihrer Zeit gehörten, gekennzeichnet.
Ihre engste Freundin und Geliebte war Sarah Orne Jewett, eine Autorin von Romanen und Kurzgeschichten, deren Werke Fields’ Mann zuvor in The Atlantic herausgegeben hatte. Jewett hatte sich nach dem Tod ihres Vaters, der ihre einzige männliche Bezugsperson war, Fields als engster Freundin anvertraut, mit der sie „eine von der damaligen Gesellschaft teilweise tolerierte Beziehung,“ eine Boston Marriage unterhielt. Beider Beziehung bezeichnete man im Nachhinein sogar als Personifikation der Boston Marriage. Annie Adams Fields unternahm mit der Freundin längere Reisen nach Italien, Griechenland und Frankreich, verbrachte den Sommer regelmäßig in Manchester, trat im Winter als Sponsor der Weihnachtsfeiern auf dem Beacon Hill in Boston auf und setzte ihre eigene literarische Arbeit ernsthafter fort. Fields und Jewett blieben zusammen, bis Jewett 1909 starb. Dabei war ihr Zusammenleben stets von außerordentlicher gegenseitiger Rücksichtnahme geprägt. Als sich beispielsweise herausstellte, dass Horace Scudder (1838–1902), ein erfolgreicher und mit Jewett enger befreundeter Herausgeber des Riverside Magazine for Young People und des Atlantic Monthly, Fields weniger Geld für vergleichbare Aufsätze zahlte als Jewett, intervenierte diese im Sinne Fields’, um ihre verstimmte Freundin zu besänftigen. Als Jewett starb, vermerkte Willa Cather in einem Brief, dass Fields deren Tod aufgrund der beiderseitigen hingebungsvollen Liebe nicht akzeptieren könne, während Jewett selbst immer mehr Angst davor gehabt hätte, dass Fields als erste von ihnen beiden sterben würde.
Beide pflegten mit vielen anderen Schriftstellern und Schriftstellerinnen ein freundschaftliches Verhältnis, darunter Willa Cather, Mary Ellen Chase, Louise Imogen Guiney, William Dean Howells, Henry James, Rudyard Kipling, Harriet Beecher Stowe, Celia Thaxter, Alfred Tennyson, Oliver Wendell Holmes, Mark Twain, Sarah Wyman Whitman, Henry Wadsworth Longfellow, Nathaniel Hawthorne, Lydia Maria Child und John Greenleaf Whittier. Annie Fields hatte bereits während ihrer kinderlosen Ehe mit der Frau Hawthornes, Sophia, aufgrund ihrer Verbundenheit mit deren Kindern ein besonders gutes Verhältnis, das sich auch nach Nathaniels Tod fortsetzte. Mit Annies Mann James T. Fields hatte sich Sophia jedoch wegen finanzieller Unstimmigkeiten, die die Regelung des literarischen Nachlasses betrafen, bereits zerstritten.
Neben all den Literaten gehörten bereits während der Lebensspanne ihres Mannes sowie später auch Politiker wie Charles Sumner, Schauspieler und Musiker wie Charlotte Cushman oder Ole Bull sowie Wissenschaftler wie Louis Agassiz oder William Osler zu ihrem Zirkel.
Fields wird als zuversichtliche, multi-talentierte Philanthropin beschrieben, die Talent in anderen erkannte und ermutigte. Obwohl sie auch gelegentlich in Lyrikanthologien des 19. Jahrhunderts aufscheint, bleiben ihre wichtigsten Werke die Kurzbiografien, die sie über ihre Freunde schrieb. Zusammen mit dem Mitgefühl, dass diese Werke zu etwas Besonderem macht, findet sich hier die durchdachte Kritikfähigkeit, die uns das neunzehnte Jahrhundert näherbringt, wie Samuel Johnson es ein Jahrhundert zuvor vermochte.
Die literarische Bedeutung von Annie Adams Fields liegt auf zwei Ebenen: zunächst in der Phase, als sie zusammen mit ihrem Ehemann bei der Auswahl der Werke, die von Ticknor and Fields, dem damals größten Verlagshaus in Nordamerika, herausgegeben wurden. Hierbei unterstützte er ihr Urteil bei der Selbstwahrnehmung der Rolle der Frau in der amerikanischen Gesellschaft. Später gab sie bedeutende Sammlungen von Briefwechseln und Biografien zur literarischen Kultur der Vereinigten Staaten heraus. Auch wenn diese Arbeiten keine kritischen Editionen waren und sich manche von ihnen, wie zum Beispiel die Briefsammlung Jewetts, recht schwer erschließen lassen, gab sie den nachfolgenden Generationen eine Fülle von Material für zukünftige Studien an die Hand. Nach heutigem Verständnis am besten zugänglich sind ihre biografischen Skizzen Authors and friends, bei denen insbesondere jene zu Harriet Beecher Stowe und Celia Thaxter hervorzuheben sind. Fields’ eigene Tagebücher sind bis heute unveröffentlicht geblieben, wenn man von Auszügen absieht, die Mark DeWolfe Howe 1922 unter dem Titel Memories of a Hostess herausgab. Ihre eigenen literarischen Leistungen sind dabei eher heterogen zu nennen, da sie darin mehr den Traditionen verhaftet blieb, während sie gleichzeitig emanzipierte Autorinnen förderte.

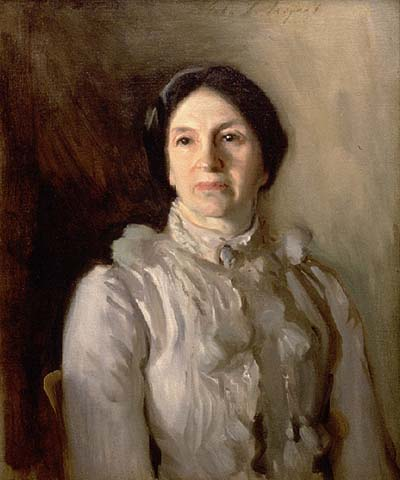
Porträt von Annie Adams Fields, gemalt von John Singer Sargent, 1890, Concord Museum, Treasures from the Boston Athenaeum Fine Arts Collection

Außerdem gründete die Philanthropin in 1872 die bis heute bestehende Non-Profit-Organisation der Holly Tree Inns, ein System von Restaurants im Nordosten der Vereinigten Staaten, wo Bedürftige preisgünstig trinken und essen konnten, sowie das Lincoln Street Home. Dort konnten alleinstehende Arbeiterinnen zu angemessenen Preisen sicher wohnen. Der Name Holly Tree Inn war eine Referenz gegenüber Charles Dickens’ Kurzgeschichte The Boots at the Holly Tree Inn von 1855, der ihr 1868 in einem seine andauernde Liebe aufgrund ihrer überaus großen Freundlichkeit gegenüber dem britischen „Wanderer“ versicherte. Überhaupt war ihr soziales Engagement richtungweisend für die allgemeinen Wohlfahrtsprojekte in Boston, da sie 1879 eines der Gründungsmitglieder des sozialen Wohlfahrtsverbandes (Associated Charities of Boston) war. Ihr Handbuch für Wohlfahrtspfleger How to help the poor von 1883 verkaufte sich in zwei Jahren mit 20.000 Exemplaren. Den Associated Charities of Boston stand sie vom Gründungsjahr bis 1894 als Direktorin und im Anschluss bis 1906 als Vizepräsidentin vor.
Annie Adams Fields starb 1915 im Alter von 80 Jahren in ihrer Wohnung in der Charles Street an Arteriosklerose und Myokarditis. In ihrem Testament hinterließ sie als größten einzelnen Betrag 40.000 Dollar den Associated Charities of Boston. Nach ihrem Tod wurde das in seinen Grundzügen aus dem 17. Jahrhundert stammende Haus verkauft und abgerissen; lediglich der Garten blieb entsprechend ihrem letzten Willen unangetastet. Sie fand ihre letzte Ruhestätte auf dem Mount Auburn Cemetery, Cambridge, neben ihrem verstorbenen Mann.
Anlässlich ihres Todes verfasste Henry James einen Nachruf, der bezeichnenderweise allerdings dem Ehepaar Fields galt.
Annie Adams Fields hatte vier Geschwister, die das Erwachsenenalter erreichten, von denen der Allgemeinmediziner und Militärarzt des Sezessionskrieges, Zabdiel Boylston Adams Jr. (1829–1902), sowie die Essayistin und Übersetzerin Sarah Holland Adams (1826–1916), die in ihrer Kindheit an Polio erkrankt war und später für rund zwei Jahrzehnte in Weimar lebte, wo sie die Werke von Herman Grimm ins Englische übersetzte, von Interesse sind. Alle Schwestern, also auch die Malerin „Lissie“ Elizabeth (* 1827) und die Jüngste, Louisa (* 1838), blieben in engem schriftlichen Kontakt.

## Werke
- Ode. 1863.
- Asphodel. 1866.
- The Children of Lebanon. 1872.
- James T. Fields, Biographical Notes and Personal Sketches. 1881.
- Under the Olive. Gedichte 1881.
- Whittier, Notes of His Life and of His Friendship. 1883.
- How to Help the Poor. 1883 (über ihr karitatives Engagement).
- A Week Away from Time. (Anonym zusammen mit anderen Autoren verfasst) 1887.
- A Shelf of Old Books. 1894.
- The Letters of Celia Thaxter. Zusammen hrsg. mit R. Lamb, 1895.
- The Singing Shepherd, and Other Poems. Gedichte, 1895.
- Authors and Friends. 1896.
- Life and Letters of Harriet Beecher Stowe. Hrsg. von Fields, 1897.
- Nathaniel Hawthorne. 1899.
- Orpheus: A Masque. 1900.
- The Return of Persephone and Orpheus. 1900.
- Charles Dudley Warner. 1904.
- Herausgeberschaft bei: Letters of Sarah Orne Jewett. 1911.
- Memories of a Hostess. Hrsg. von M. D. Howe, 1922.
- Die unveröffentlichten Tagebücher von Annie Adams Fields, die von 1859 mit Unterbrechungen bis 1863 reichen und dann kontinuierlich bis 1878, befinden sich im Besitz der Massachusetts Historical Society.
- Ihr Briefwechsel ist weit verstreut. Allerdings befindet sich ein größerer Bestand in der Huntington Library, San Marino (Kalifornien).